# Osso, Amor e Papagaios
Osso, Amor e Papagaios  é um filme de comédia brasileiro de 1957, dirigido por Carlos Alberto de Souza Barros e César Memolo Jr. Filmado nos Estúdios da Vera Cruz. O roteiro é uma adaptação do conto "A nova Califórnia" de Lima Barreto. Música de Cláudio Santoro.

## Elenco
- Jaime Costa...Prefeito Coronel Luis Bentes
- Modesto de Souza...Bastos, o farmacêutico
- Wilson Grey...Professor Pelino
- Fábio Cardoso...Belmiro, filho de Bastos
- Maria Dilnah...Corinha, filha do Coronel
- Jackson de Souza...Joaquim, dono do bar
- Renato Consorte...Salim, lojista
- Ruth de Souza...Benedita, empregada do Coronel
- Gilberto Chagas...Calixto, chefe da guarda
- Luciano Gregori...Dr. Raimundo Flamel
- Eugênio Montesano...Delegado
- Labibi Madi...Dona Eudóxia, esposa do coronel
- Elísio de Albuquerque...Murtinho
- Darcy Coria...Esmeralda, esposa infiel do Delegado
- Raquel Forner
- Nieta Junqueira...viúva de Alberto
- Jordano Martinelli
- Marina Freire
- Honório Martines
- Oswaldo Lionel
- Lázaro B. Silva
- Samuel dos Santos

## Sinopse
O prefeito corrupto da pequena vila do interior paulista de Acanguera, coronel Bentes, resolve fazer uma festa para comemorar o fato de que há dez anos ninguém morreu na cidade. Nesse dia também, ele resolve fazer as pazes com o líder da oposição, o farmacêutico Bastos, que frequentemente cita a Revolução Francesa. Mas a comemoração é interrompida com a notícia do falecimento do coveiro. Logo a seguir, várias mortes naturais na cidade ocorrem e o prefeito, apoiado pelo professor e jornalista bajulador Pelino e o delegado (aficionado por papagaios de papel), volta a brigar com a oposição de Bastos, por sua vez apoiado pelo lojista Salim. Afetados pelas brigas políticas, Corinha (filha do coronel) e Belmiro (filho de Bastos) sofrem por não poderem namorar. Até que aparece na cidade o misterioso Dr. Raimundo Flamel, a quem o Coronel suspeita de imediato ser um fiscal enviado pelo Governo do Estado para investigar suas falcatruas. O homem na verdade se revela como um químico e suas experiências com ossos humanos logo vão tumultuar grandemente o lugarejo.

## Premiação
- Prêmio Associação Brasileira de Cronistas Cinematográficos,1957, RJ
  - Melhores filme, direção, ator secundário (Luciano Gregory) e atriz secundária (Raquel Forner)
- Prêmio Saci, 1957, SP
  - Melhores diretor e argumento, ator secundário (Luciano Gregory) e atriz secundária (Raquel Forner)
- Prêmio Governador do Estado,1957, SP
  - Melhores direção, atriz secundária (Maria Dinah) e fotografia (H.C. Fowle).